# Maneater (Hall & Oates)
Maneater è un singolo del duo musicale statunitense Hall & Oates, pubblicato nel 1982 ed estratto dall'album H2O.La canzone appare in Grand Theft Auto IV: The Ballad of Gay Tony.

## Tracce
- 7"

1. Maneater
2. Delayed Reaction

## Classifiche
| Classifica (1982) | Posizione raggiunta |
| ----------------- | ------------------- |
| Regno Unito       | 6                   |
| Stati Uniti       | 1                   |